# 临城劫车案
临城劫车案，1923年5月发生在中国山东省临城县（今山东省枣庄市薛城区）境内、薛枣支线上，一起火车旅客绑架案，称为继义和团运动以后中国最严重的涉外事件。
由于被劫火车是当时中国唯一的全钢火车，俗称“蓝钢皮”，故此案又称蓝钢皮事件。

## 事件经过
1923年春，山东地方当局在抱犊崮山区剿匪，匪首孙美瑶采用军师郭其才的建议：劫火车以解围。
5月6日清晨2时50分左右，1000多名匪徒在山东临城与沙沟之间，破坏铁路，令一列由江苏浦口开往天津的特快列车出轨，掠夺财物外，并挟持中外旅客多人入山，然后提出要接受改编为正规军的谈判条件。
事件过程中，英侨罗斯门在头等卧车企图抵抗，被匪徒当场开枪击毙，一说被流弹击毙。被绑架的旅客当中，有中国旅客100餘人，外国旅客19人，如约翰·本杰明·鲍威尔。其中包括参加山东黄河宫家坝堤口落成典礼的中外记者。
在外国使团的压力下，北京政府与劫匪进行多次谈判，经徐海镇守使陈调元机智斡旋，最后达成协议。6月12日，先令外国人质获得释放。6月24日，土匪改编下山，被掳中国旅客亦完全释放。。事后不久，匪首孙美瑶被新任兖州镇守使张培荣诱杀于中兴煤矿公司。山东督军田中玉也被曹锟总统撤职。
此次事件中，对非中国籍人士有详细记录，而中国人情况只有零星记录，被记录者多是因其个人原因，比如袁世凯的女婿。

## 各方反应
- 英、美、法、意、比五国公使先后向北京政府提出了最严厉的抗议
- 美国国防部长台维士向国务卿许士建议出兵中国
- 日本报纸鼓吹组织国际联军共管中国铁路

### 中國
- 北洋政府
  - 时任外交总长的顾维钧认为外国使团就此事件所提出的要求和方式与《辛丑条约》类似。他说：“在赔款问题上，中国不负任何责任。但是，中国政府出于对中外被掳人员的深切同情，乐于提供一些救济来支付由此而产生的费用，并补偿实际遭受的损失。”只认可联合照会提出的赔偿额，被掳期间每人每日一百五十元。[1]
- 孙中山以国民党中央名义致电北京外交使团，要求各国撤销对此事应负责任的北京政府的外交承认。